# Ірод Агріппа II
Ірод Агріппа II чи Марк Юлій Агріппа II (лат. Marcus Iulius Agrippa) — (*27 — †93), цар Юдеї, син  Ірода Агріппи I, онук Арістобула та праонук Ірода Великого. Четвертий і останній правитель з династії  Іродіадів.

## Згадки вБіблії
Ірод Агріппа II згадується у  Діяннях святих апостолів (Дії 25:13-26 — Дії 26:32). Апостол Павло в той час був заарештований в  Кесарії та звинувачений своїми противниками. Агріппа II прибув туди разом зі своєю сестрою Беренікою з метою привітати  Порція Феста із заняттям високої посади римського прокуратора Юдеї.  Агріппа II, згідно з Діяннями святих апостолів, вислухав захисну промову  апостола Павла  і визнав його невинним.

## Біографія
Вихований в Римі, при дворі імператора  Клавдія, та був після смерті батька у 44 році  лише 17-річним юнаком. Римляни  не зважилися йому передати всіх повноважень   батька. Юдея була залишена у керуванні правителів з римлян.  Лише у 48 році по смерті його дядька Ірода II  в Єрусалимі йому було доручено   верховне спостереження над храмом, право призначення первосвященників і царські почесті. У 53 році Агріппа  отримав у володіння території колишньої Філіппської тетрархії. По смерті Клавдія (54 р.) імператор Нерон додав до його володінь частину Галілеї з головним містом Тівберіада.
У єврейських джерелах говориться, що Агріппа жив у кровозмішенні з рідною сестрою Вернікою (Йосип Флавій Ant. Jud. XX, 7, 8; Juvenal, satira 6). Береніка була жінкою надзвичайної краси, до цього була у шлюбі вже з двома царями. Пізніше вона була коханкою імператорів Веспасіана й Тита. Інша сестра його, Друзілла, кинула свого чоловіка, емеського царя Азіза, відкрито перейшла в язичництво і пошлюбила римського претора Фелікса. А коли настав останній час юдейського царства, то при облозі Єрусалиму останній юдейський цар знаходився в рядах ворогів свого народу.
Ірод Агріппа II безуспішно пробував запобігти юдейській війні (66-70/73 р) з римлянами. Однак невдало. Після війни супроводжував римського воєначальника і пізнішого імператора Тіта у Рим, де він і дожив до кінця своїх днів.
Агріппа II помер в 3-й рік царювання Траяна, на 51 році свого власного царювання, маючи 68 років.  Агріппа II вважається останнім царем юдейським. У нього був племінник, син його сестри Друзілли, якого також звали Агріппою і який загинув разом з своєю дружиною у 79 році н. е. при виверженні Везувію, який засипав міста Геркуланум та Помпеї.